# Le Rêve (Rousseau)
Le Rêve (De Droom), ook wel bekend als Le Songe of Rêve exotique, is een schilderij van de Franse kunstschilder Henri Rousseau. Het is het laatste en grootste van een serie van vijfentwintig schilderijen die hij maakte met een oerwoudthema. Het doek behoort tot de naïeve stroming en het primitivisme. Het doek werd voor het eerst tentoongesteld door de Société des Artistes Indépendants in 1910. Het hangt tegenwoordig in het Museum of Modern Art in New York.

## Beschrijving
Op het doek is een mysterieus oerwoudtafereel te zien met o.a verschillende soorten lotusbloemen. Linksonder ligt een naakte vrouw op een divan. Het is Yadwigha, een maîtresse uit een eerdere periode in zijn leven. Zij strekt haar arm uit naar een leeuw en een leeuwin. In het midden staat een slangenbezweerder. Verder zijn er een slang, vogels, een olifant en apen.
Rousseau is zelf nooit buiten Frankrijk geweest, maar heeft zich laten inspireren door de Jardin des Plantes, de botanische tuin van het Muséum national d'histoire naturelle.

## Gedicht
Ter verklaring voegde Rousseau een gedicht toe:
| Yadwigha dans un beau rêve S'étant endormie doucement Entendait les sons d'une musette Dont jouait un charmeur bien pensant. Pendant que la lune reflète Sur les fleuves [ou fleurs], les arbres verdoyants, Les fauves serpientes pretent l'oreille Aux transmite gais de l'instrument. | Yadwigha is in een mooie droom zachtjes ingeslapen, luisterend naar de klanken van een doedelzak bespeeld door een slangenbezweerder met goede bedoelingen. Terwijl het maanlicht weerkaatst op de rivieren [of bloemen] en de groene bomen, lenen de wilde slangen het oor aan de vrolijke melodieën van het instrument. |

## Wetenswaardigheden
Een deel van het schilderij werd als omslag gebruikt op de Nederlandse uitgave van het boek Liefde in tijden van Cholera van Gabriel García Márquez.